# Charles Williams (escritor británico)
Charles Walter Stansby Williams (20 de septiembre de 1886 – 15 de mayo de 1945), fue un poeta, novelista, teólogo y crítico literario inglés amigo de J. R. R. Tolkien y C. S. Lewis, de creencias cristianas y marcado interés por el esoterismo. 

## Biografía
Williams tuvo una hermana, Edith, nacida en 1889. Educado en la St Albans School, Hertfordshire, consiguió una beca para asistir al University College de Londres, pero tuvo que dejar de estudiar en 1904 sin obtener su título debido a la pobreza de su familia. El mismo año empezó a trabajar en una sala de lectura metodista. En 1908 fue contratado como corrector de pruebas auxiliar por la Oxford University Press, donde permanecería en varios puestos de creciente responsabilidad hasta su muerte en 1945. Uno de su mayores logros editoriales fue la publicación de la primera gran edición en lengua inglesa de las obras del filósofo danés Søren Kierkegaard.
Aunque principalmente se le recuerda como novelista, Williams también publicó obras de crítica literaria, teología teatro, historia, biografía, y numerosas reseñas de libros. Algunas de sus mejores novelas son War in Heaven (1930), Descent into Hell (1937) y All Hallows'. Eve (1945). T. S. Eliot, que escribió la introducción de esta última, describió las novelas de Williams como "thrillers sobrenaturales" porque exploran la intersección sacramental de lo físico con lo espiritual a la vez que examinan las formas en que el poder, incluso el espiritual, puede corromper tanto como santificar. Todas las historias de Williams, a diferencia de las de J. R. R. Tolkien y de la mayoría de las de C. S. Lewis, ocurren en el mundo actual. Los más recientes escritores fantásticos con novelas situadas en un ambiente contemporáneo, especialmente Tim Powers, citan a Williams como modelo e inspiración. Se dice que W. H. Auden, uno de los mayores admiradores de Williams, releía cada año su extraordinaria y muy poco convencional historia de la iglesia, Descent of the Dove (1939). El estudio que Williams realizó sobre Dante, titulado The Figure of Beatrice (1944), fue muy admirado en su época y aún es consultado por los especialistas. Para Williams, sin embargo, su obra más importante fue su poesía artúrica, de extrema densidad y complejidad, de la cual se publicaron dos libros, Taliessin through Logres (1938), y The Region of the Summer Stars (1944), quedando otros textos inacabados a su muerte. Algunos de sus mejores ensayos fueron recopilados y publicados por Anne Ridler en Image of the City and Other Essays (1958).
Williams tuvo muchos seguidores y discípulos durante su vida. Perteneció durante cierto tiempo al Salvator Mundi Temple de la Fellowship of the Rosy Cross, derivada a su vez de la Hermetic Order of the Golden Dawn. Conoció a su correligionaria anglicana Evelyn Underhill (que también perteneció a la Golden Dawn) en 1937, y escribiría más tarde la introducción a sus Cartas en 1943. Williams también formó lo que algunos consideraron extrañas relaciones maestro-discípula con mujeres jóvenes durante su vida. La más conocida (aunque probablemente no la más significativa) de estas ocurrió con Lois Lang Sims a primeros de los años cuarenta. Lang Sims, a la que Williams llamaba Lalage, publicó una serie de cartas dirigidas a ella por Williams durante este periodo en un volumen titulado Letters to Lalage (1989). Aunque Williams se casó con su primera novia, Florence Conway, en 1917, tuvo que pugnar toda su vida con el conflicto entre el amor (probablemente no consumado) que sintió toda su vida por Phyllis Jones (que entró en la Oxford University Press en 1924 como bibliotecaria) y su fe cristiana.
Aunque Williams atrajo la atención y la admiración de algunos de los escritores más notables de su época, su mayor admirador fue probablemente C. S. Lewis. Williams conoció a Lewis tras leer su recientemente publicado estudio The Allegory of Love; quedó tan impresionado que escribió inmediatamente una carta de felicitación y la metió en el buzón. Por pura casualidad, Lewis acababa de leer una novela de Williams, The Place of the Lion, y le había enviado una carta parecida. Las cartas se cruzaron y dieron nacimiento a una larga y fructífera amistad. Cuando la Segunda Guerra Mundial estalló en 1939, la Oxford University Press mudó sus oficinas de Londres a Oxford. 
Si bien Williams se sintió muy reacio a abandonar su querida ciudad, esta mudanza le permitió participar periódicamente en una sociedad literaria de Lewis, los Inklings. Fue en esas reuniones donde pudo leer (y mejorar) su novela All Hallows' Eve, así como asistir a la lectura por J. R. R. Tolkien de los primeros borradores de El Señor de los Anillos. Además de reunirse en las habitaciones de Lewis en Oxford, el grupo frecuentaba también el pub Eagle and Child de la misma ciudad (más conocido por su apodo de «Bird and Baby»). Durante aquella época Williams también pronunció conferencias en Oxford sobre John Milton, y recibió un título de M. A. honorario. Williams yace enterrado en el cementerio de Holywell de Oxford; y en su lápida se lee la palabra «poeta».

## Novelas
- War in Heaven (1930): El Santo Grial aparece en una parroquia rural y es usado alternativamente como objeto sacramental para proteger o fuente de poder de la que abusar.

- Many Dimensions (1931): un malvado anticuario compra ilegalmente la fabulosa Piedra de Solimán (o del Rey Salomón) a su guardián islámico en Bagdad y vuelve a Inglaterra para descubrir no sólo que la Piedra puede multiplicarse infinitamente sin reducir el original, sino también que permite a su poseedor trascender las barreras del tiempo y el espacio.
- The Place of the Lion (1931): los arquetipos platónicos comienzan a materializarse por toda Inglaterra, sembrando el caos y catalizando las virtudes y las fallas espirituales de diversos personajes.
- The Greater Trumps (1932): el Tarot originario es usado para liberar enormes poderes metafísicos, permitiendo a sus poseedores ver a través del espaciotiempo, crear de la nada y conjurar fenomenales tormentas.

- Shadows of Ecstasy (1933): un adepto humanista ha descubierto que concentrando sus energías puede alargar su vida casi indefinidamente, y se embarca en un experimento en el que usa antigua sabiduría africana para morir y resucitar su propio cuerpo, asegurándose así la inmortalidad. Sus seguidores comienzan un movimiento revolucionario para destruir la civilización europea.
- Descent into Hell (1937): considerada la mejor novela de Williams, Descent trata de las distintas formas de egoísmo, así como del modo en que el ciclo del pecado conlleva la necesidad de actos de redención. En esta novela, un académico se aliena tanto del mundo que hace un fetiche de una mujer hasta el punto de que esa perversión toma la forma de un súcubo. Los personajes incluyen un doppelgänger y el fantasma de un constructor suicida victoriano. La obra ilustra la creencia de Williams en la redención del pecado.
- All Hallows' Eve (1945): comienza con una discusión entre los fantasmas de dos difuntas que vagan por Londres. También explora el significado de la empatía y el sufrimiento humanos disolviendo la barrera entre los vivos y los muertos mediante la magia negra y el amor divino.

## Lista de obras
Lista cronológica de las publicaciones de Williams:
- The Silver Stair (1912) poemas
- Poems of Conformity (1917)
- Divorce (1920) poemas
- Windows of Night (1924)
- The Masque of the Manuscript (1927) obra teatral
- A Book of Victorian Narrative Verse (1927) antología selecta
- A Myth of Shakespeare (1928) obra teatral
- A Masque of Perusal (1929) obra teatral
- War in Heaven (1930) novel ISBN 978-0-8028-1219-3 (Guerra en el cielo. Homo Legens. 2007. ISBN 978-84-935182-8-8.)
- Poetry At Present (1930) críticas
- The Place of the Lion (1931) novela ISBN 978-1-57383-108-6
- Three Plays (1931) obras teatrales
- Many Dimensions (1931) novela ISBN 0-8028-1221-X
- The English Poetic Mind (1932) críticas
- The Greater Trumps (1932) novela ISBN 1-57383-111-5
- A Short Life of Shakespeare: with the Sources (1933) versión abreviada de 'William Shakespeare: A study of Facts & Problems', de Chamber
- Shadows Of Ecstasy (1933) novela (escrita por primera vez en 1925) ISBN 1-57383-109-3
- James I (1934) biografía
- Rochester (1935) biografía
- The New Book of English Verse (1935) editor, con Lord David Cecil, Ernest de Selincourt, E. M. W. Tillyard antología selecta
- Thomas Cranmer of Canterbury (1936) Obra para el Festival de Canterbury
- Queen Elizabeth (1936) biografía
- Descent Into Hell (1937) novel ISBN 978-0-8028-1220-9
- He Came Down From Heaven (1938) teología
- Taliessin through Logres (1938) poemas
- The Descent of the Dove: a short history of the Holy Spirit in the Church (1939) teología
- Judgement at Chelmsford (1939) obra teatral
- Witchcraft (1941) historia/teología
- The Forgiveness of Sins (1942) teología
- Outlines of Romantic Theology: Religion and Love in Dante (c. 1930, pub. 1989) teología
- The Figure of Beatrice: A Study in Dante (1943) críticas
- The Region of the Summer Stars (1944) poemas
- All Hallows' Eve (1945) novel ISBN 1-57383-110-7
- The House of the Octopus (1945) obra teatral
- Flecker of Dean Close (1946) biografía de William Herman Flecker, 1859–1941
- Arthurian Torso Containing the Posthumous Fragment of The Figure of Arthur (1948) con C. S. Lewis poesía
- Seed of Adam and other plays (1948) obras teatrales
- The Image of the City and Other Essays (1958) editado por Anne Ridler
- Collected Plays (1963) ISBN 978-1-57383-366-0
- Charles Williams (Arthurian Poets) (1991) editado por David Llewellyn Dodds
- Charles Williams: Essential Writings in Spirituality and Theology (1993) editado por Charles Hefling
- Outlines of romantic theology; with which is reprinted Religion & love in Dante: the theology of romantic love (1990) editado por Alice Mary Hadfield